# 平壤之戰 (1592年)
平壤之戰指的是萬曆朝鮮之役中於1592年發生在平壤附近的戰鬥。

## 背景
王京漢陽被日軍攻陷之後，日軍於五月十八發起臨津江之戰，並於六月初一乘勝突襲了松都（今開城）。偏安於平壤的朝鮮朝廷處於一片恐慌之中。朝鮮宣祖率大臣逃離平壤，前往義州，留下金命元、尹斗壽守城。另一方面，宣祖派人向明朝求救。

## 戰鬥
万历二十年（1592年）六月十三日，小西行長率日軍兵臨平壤城下。尹斗壽、金命元、李元翼突襲日軍，但戰敗，只得搗毀並撤離了平壤。翌日，日軍進入平壤城。與此同時，明朝的萬曆帝得知朝鮮遭受日本的入侵，決定派兵協助朝鮮抗擊日軍。為了能夠迅速支援朝鮮，遼東巡撫郝杰撥出遼東士兵5000人，以遼陽副總兵祖承訓為主將，前往朝鮮支援。當祖承訓得知平壤被日軍攻陷之後，便率軍南下，準備協助朝鮮收復平壤。
万历二十年（1592年）七月十七日，祖承訓率明軍到達平壤城下，攻打平壤城。金命元得知明軍的到來，也率軍相助。明軍騎兵作戰英勇，攻入了平壤城。日軍將狙擊手埋伏在平壤城各處，明軍騎兵進入平壤，便在街道上遭遇日軍火繩槍的襲擊，最終幾乎全軍覆沒。祖承訓等隻身逃回，這場戰鬥的戰敗震驚了明朝朝廷，明廷決定派遣大軍支援朝鮮。雖然明軍戰敗，但此時日軍的補給線太長；在加上李舜臣、李億祺、元均等率朝鮮水軍不斷攻擊沿岸的日軍，日軍的補給出現不足，朝鮮決定趁此機會再度奪回平壤。八月初一，李鎰、金景瑞、李元翼糾集各地朝鮮兵共四萬人，對平壤城發起進攻，但被小西行長率日军擊退。